# استیم
استیم (به انگلیسی: Steam) یک سکوی توزیع دیجیتال است که برای بازی ویدئویی چندنفره و مدیریت حقوق دیجیتال توسط شرکت والو توسعه یافته‌است. این پلتفرم برای توزیع بازی‌های ویدئویی و رسانه‌های مرتبط آنلاین استفاده می‌شود؛ در اکتبر ۲۰۱۲، شرکت ولو ویژگی جدیدی را فراهم کرد تا داده‌های از نوع غیر بازی‌های ویدئویی نیز در محیط انجمن استیم به اشتراک گذاشته شود، که این خود شامل قابلیت‌های گسترده‌ای شامل فهرست دوستان، گروه‌ها، ذخیره‌سازی ابری داده‌ها، چت صوتی و تصویری بازیبازان برای بازی‌های آنلاین و … نیز می‌شود.
استیم بزرگ‌ترین سیستم توزیع دیجیتال بازی‌های کامپیوتری است، به طوری که در ۲۰۱۳، ۷۵ درصد از بازار را در اختیار داشت. تا ۲۰۱۷، درآمد حاصل از فروش بازی در استیم به ۴٫۳ میلیارد دلار رسیده و آمار ۱۸ درصد از فروش کل بازی را در اختیار دارد. تا ۲۰۱۹، سرور حدود ۱ بیلیون کاربر با ماهیانه ۹۰ میلیون کاربر فعال دارد. پیشرفت و ارتقای بی نظیر استیم، سرانجام به تولید محصولات و فرایندهای دیگری نظیر استیم کنترلر و واقعیت مجازی استیم شد.

## تاریخچه
تا قبل از وجود استیم، شرکت ولو مشکل آپدیت کردن بازی‌های آنلاین خود مانند کانتر استرایک را داشت. به روز رسانی پچ‌ها گاهی باعث قطع شدن بازی‌ها حتی تا چند روز می‌شد. به همین منظور ولو تصمیم به ساخت سیستمی گرفت که این آپدیت‌ها را به صورت خودکار انجام داده و همچنین آنتی چیت قوی تری نیز داشته باشد. اواخر سال ۲۰۰۲ ولو متوجه شد اکثریت کاربران از اینترنت پر سرعت استفاده می‌کنند که در طی همین سالها بهبود و روندی صعودی گرفته بود و کاربران می‌توانند راحت تر از قبل از طریق اینترنت به بازی‌ها دسترسی داشته باشند. به همین منظور برای ساخت این پلتفرم با شرکت‌هایی مانند یاهو! و مایکروسافت وارد مذاکره شد، ولی جواب منفی گرفت.
استیم در ۲۰۰۲، با نام‌های Grid و Gazelle از ورژن بتای خود رونمایی کرد. اولین بازی که قابلیت دسترسی به مود خود را داشت، Day of Defeat بود. گیب نیوئل اعلام کرد اجازه دسترسی به موتور بازی و غیره را با هزینه خواهد داد.
بین ۸۰ تا ۳۰۰ هزار نفر قبل از اعلان ورژن رسمی در این بتا برای آنلاین بازی کردن بازی کانتر استرایک شرکت کردند. سایت و برنامه به دلیل وجود فشار زیاد کاربران برای آنلاین بازی کردن زیر فشار زیادی رفتند، حتی سرور دچار مشکلاتی شد که نهایتاً باعث شد نسخه اصلی نرم‌افزار استیم ارائه شود.
نیمه‌جان ۲ اولین بازی ای بود که برای بازی نیاز به نصب نرم‌افزار استیم را داشت. اوایل ۲۰۰۵، ولو وارد مذاکره با شرکت‌های پخش بازی‌های رایانه ای شد تا بازی‌های آنان را روی استیم ارائه کند، مانند بازی عروسک راگ کونگ فو. تا ۲۰۱۴، تعداد بازی‌های فروخته شده استیم به عدد ۱٫۵ بیلیون دلار رسید.

## پلتفرم استیم شامل چیست

صفحه اصلی استیم در سال ۲۰۲۳ میلادی

پلتفرم استیم، مجموعه‌ای از هزاران بازی رایگان و پولی را در خود دارد. اما این همه ماجرا نیست. این پلتفرم دارای یک انجمن فعال است که اعضای آن با یکدیگر تعامل دارند، بهترین بازی‌های رایانه شخصی را مورد بررسی قرار می‌دهند و محتواهای مختلفی مانند راهنماها، اسکرین‌شاتها و موارد دیگر را ایجاد می‌کنند.
به این ترتیب، امکان خرید کالاهای دیجیتالی مرتبط با بازی‌های ویدئویی مانند ایموجیها، استیکرها، ماسک‌ها، پس‌زمینه‌ها و موارد دیگر و همچنین امکان مبادله آنها با سایر کاربران، فروش یا اهدای آنها به‌وجود می‌آید.

## تغییر قوانین ریجن
در گذشته هر کاربری صرفاً بخاطر داشتن آی پی کشور دیگر و یک آدرس، می‌توانست اقدام به تغییر ریجن (منطقه) کنند تا بتوانند بازی را ارزان‌تر بخرد چون در استیم قیمت‌های یک بازی در ریجن‌های مختلف ارزان‌تر یا گران‌تر است اما در ژوئن ۲۰۲۰، این قابلیت محدود شد و کاربران باید یک روش مخصوص پرداخت همان کشور را در اکانتش داشته باشد و یکبار خرید با آن انجام دهد تا ریجن تغییر کند. این تغییر باعث کاهش شدید قدرت خرید در میان ایرانیان تازه‌وارد در استیم خواهد شد چون استیم، منطقه ایران را به رسمیت نمی‌شناسد و اصلاً ایران ریجن خود را ندارد. قیمت‌های آی پی ایران به نرخ جهانی حساب خواهد شد. در ضمن برخی بازی‌ها در استیم برای آی پی ایران از دسترس خارج است.

## تغییر قوانین استیم والت
استیم والت همان گیفت کارت است که بسیاری از ایرانیان برای دور زدن از تحریم‌ها استفاده می‌کنند و با وارد کردن کد گیفت کارت می‌توان به حساب پول واریز کرد و بازی خرید. در اواخر اوت ۲۰۲۰، استیم فرایند وارد کردن استیم والت را محدود کرد به این صورت که دیگر نمی‌توان با وارد کردن استیم والت کشور دیگر به واحد پولی دیگری تبدیل شود؛ مثلاً دیگر نمی‌توان استیم والت پوند انگلستان را به واحد پولی آرژانتین تبدیل کرد و از قدرت ارزها نسبت به یکدیگر سوء استفاده کرد ولی همچنان می‌شود از استیم والت گلوبال که به دلار است، استفاده کرد و به سایر ارزها تبدیل نمود.